# 伊藤澄子
伊藤 澄子（いとう すみこ）は、アメリカ合衆国を拠点に事業を行っている日本の実業家。
日本人女性として初めてのインベストメント・バンカー（投資銀行の行員）といわれる。

## 人物

### 経歴
伊藤は1974年（昭和49年）に東京大学経済学部を卒業し、厚生省（当時）に入省した。その際には、一旦は「今年は女は採用しない」と言われたものの諦めず、結果として採用されたという。
厚生省在籍中に英国のオックスフォード大学に留学、同大学より経済学の修士号を取得した。伊藤は、この留学経験を通して「日本より海外で仕事をするほうが、ひとりの人間として公平に評価される」と痛感、29歳だった1980年（昭和55年）に厚生省を退官してアメリカ合衆国に単身で移住した。
アメリカで伊藤は、経営コンサルティング会社勤務を経て、米国野村證券（Nomura Securities International, Inc.）に就職した。日本人女性として初めてのインベストメントバンカー（投資銀行員）となって債券投資業務等に携わった伊藤はその後、ボルチモアを拠点とする投資銀行であったアレックス・ブラウン（Alex. Brown & Sons, Inc.）に移り、同社のパートナーに就任した。
アレックス・ブラウンを退職後、1991年（平成3年）10月には自らの投資・経営コンサルティング会社であるアルカディア・キャピタル（Arcadia Capital, Inc.）を設立した。その5年後の1996年（平成8年）、投資顧問会社 フィッシャー・フランシス・トリーズ・アンド・ワッツ（Fischer Francis Trees & Watts, FFTW）の日本法人社長となって、15年ぶりに日本に戻った。
その後同職からは退任し、アルカディア・キャピタルCEOとして日米企業へのコンサルティングを行って現在に至る。

### 事例研究のモデル
1993年（平成5年）、ケースメソッドの教材として伊藤を取り上げた文芸が、ハーバード・ビジネス出版から出版された。これは、日本、英国、米国という3つの異なる文化を経験しながら、日本人女性として初めてのインベストメントバンカーとなった伊藤の人生とキャリアーを描写したもので、執筆者であるハーバード大学教授、デビッド・トーマスは、「彼女の人生の節目ごとに立ちはだかった男社会の壁を検証し、この壁をどう突き崩したかを学ぶことは、日本研究の生きた教材だ」と述べている。

### 私生活
伊藤のニューヨークの自宅は、ワールドトレードセンター・サイトに程近いマンハッタン南部にあり、日本では長野県軽井沢町に居を構えている。